# Anglo-Welsh Cup 2006-07
La Anglo-Welsh Cup 2006-07 fue la trigésimo sexta edición del torneo de rugby para equipos de Inglaterra y la segunda que incluye a los equipos galeses de la Liga Celta.

## Sistema de disputa
Cada equipo disputa tres partidos frente a sus rivales de grupo, el mejor de cada grupo clasifica a semifinales en la búsqueda del título.

## Primera Fase
Calendario de partidos

### Grupo A
| Pos. | Equipo           | Encuentros | Encuentros | Encuentros | Encuentros | Tantos | Tantos | Tantos | PB | Puntos |
| Pos. | Equipo           | PJ         | PG         | PE         | PP         | F      | C      | Dif    | PB | Puntos |
| ---- | ---------------- | ---------- | ---------- | ---------- | ---------- | ------ | ------ | ------ | -- | ------ |
| 1.º  | Ospreys          | 3          | 3          | 0          | 0          | 114    | 46     | +68    | 2  | 14     |
| 2.º  | Gloucester Rugby | 3          | 2          | 0          | 1          | 112    | 86     | +26    | 2  | 10     |
| 3.º  | Bristol Bears    | 3          | 1          | 0          | 2          | 50     | 112    | -62    | 0  | 4      |
| 4.º  | Bath Rugby       | 3          | 0          | 0          | 3          | 51     | 83     | -22    | 2  | 2      |

|  | Semifinalista. |

### Grupo B
| Pos. | Equipo        | Encuentros | Encuentros | Encuentros | Encuentros | Tantos | Tantos | Tantos | PB | Puntos |
| Pos. | Equipo        | PJ         | PG         | PE         | PP         | F      | C      | Dif    | PB | Puntos |
| ---- | ------------- | ---------- | ---------- | ---------- | ---------- | ------ | ------ | ------ | -- | ------ |
| 1.º  | Cardiff Blues | 3          | 3          | 0          | 0          | 107    | 56     | +51    | 1  | 13     |
| 2.º  | London Irish  | 3          | 1          | 0          | 2          | 56     | 78     | -22    | 1  | 5      |
| 3.º  | Saracens      | 3          | 1          | 0          | 2          | 79     | 91     | -12    | 0  | 4      |
| 4.º  | London Wasps  | 3          | 1          | 0          | 2          | 58     | 75     | -17    | 0  | 4      |

|  | Semifinalista. |

### Grupo C
| Pos. | Equipo            | Encuentros | Encuentros | Encuentros | Encuentros | Tantos | Tantos | Tantos | PB | Puntos |
| Pos. | Equipo            | PJ         | PG         | PE         | PP         | F      | C      | Dif    | PB | Puntos |
| ---- | ----------------- | ---------- | ---------- | ---------- | ---------- | ------ | ------ | ------ | -- | ------ |
| 1.º  | Sale Sharks       | 3          | 3          | 0          | 0          | 77     | 37     | +40    | 0  | 12     |
| 2.º  | Newcastle Falcons | 3          | 2          | 0          | 1          | 51     | 55     | -4     | 0  | 8      |
| 3.º  | Llanelli Scarlets | 3          | 1          | 0          | 2          | 40     | 53     | -13    | 1  | 5      |
| 4.º  | Harlequins        | 3          | 0          | 0          | 3          | 52     | 75     | -23    | 3  | 3      |

|  | Semifinalista. |

### Grupo D
| Pos. | Equipo                | Encuentros | Encuentros | Encuentros | Encuentros | Tantos | Tantos | Tantos | PB | Puntos |
| Pos. | Equipo                | PJ         | PG         | PE         | PP         | F      | C      | Dif    | PB | Puntos |
| ---- | --------------------- | ---------- | ---------- | ---------- | ---------- | ------ | ------ | ------ | -- | ------ |
| 1.º  | Leicester Tigers      | 3          | 2          | 0          | 1          | 81     | 55     | +26    | 2  | 10     |
| 2.º  | Worcester Warriors    | 3          | 2          | 0          | 1          | 67     | 57     | +10    | 0  | 8      |
| 3.º  | Newport Gwent Dragons | 3          | 1          | 0          | 2          | 53     | 71     | -18    | 0  | 4      |
| 4.º  | Northampton Saints    | 3          | 1          | 0          | 2          | 37     | 55     | -18    | 0  | 4      |

|  | Semifinalista. |

### Semifinales
| 24 de marzo de 2007 | Leicester Tigers | 29 - 19 | Sale Sharks | Millennium Stadium, Cardiff |  |

| 24 de marzo de 2007 | Cardiff Blues | 10 - 27 | Ospreys | Millennium Stadium, Cardiff |  |

### Final
| 15 de abril de 2007 | Leicester Tigers | 41 - 35 | Ospreys | Twickenham Stadium, Londres |  |

| Bandera de Inglaterra    |
| Campeón Leicester Tigers |
| Sexto título             |